# Phyllophaga planeta
Phyllophaga planeta är en skalbaggsart som beskrevs av Henry J. Reinhard 1950. Phyllophaga planeta ingår i släktet Phyllophaga och familjen Melolonthidae. Inga underarter finns listade i Catalogue of Life.